# Mezőkeszi
Mezőkeszi (szlovákul Poľný Kesov) község Szlovákiában, a Nyitrai kerületben, a Nyitrai járásban.

## Fekvése
Nyitrától 18 km-re délre fekszik.

## Története
A régészeti leletek tanúsága szerint a falu területén már az i. e. 2000 körüli időben is éltek emberek. 1879-ben Sőtér Ferenc tornóci plébános ajándékaként került a MNM-ba egy éremlelet több darabja.
1113-ban említik először. A feljegyzések szerint a falu eredetileg nem a mai helyén, hanem a Folyás-patak bal partján feküdt. Az 1332 és 1337 között kelt pápai tizedjegyzék már említi a falu Péter nevű papját. 
1525-ben A nyitrai káptalan előtt Mezőkeszi Palásthy Gergely a Nyitra megyei Mezőkeszi birtokon egy jobbágytelkét Gimesi Forgách Ferencnek, Miklósnak, Lászlónak és Sebestyénnek 20 forintért zálogba adja. 1533-ban egy tűzvészben 20 ház égett le a településen. 1555-ben török uralom alá került. A török a falutól északra védelmi céllal sáncokat épített. 1684-ben szabadult fel a török uralom alól.
Vályi András szerint "MEZŐKESZI. Szabad puszta Nyitra Várm. földes Ura G. Hunyadi Uraság, fekszik Űrményhez nem meszsze, és annak filiája." 
Fényes Elek szerint "Mezőkeszi (Alsó), puszta Nyitra vgyében, Komját filial. 220 kath., lak. Ut. p. Érsekujvár."
A trianoni békeszerződésig területe Nyitra vármegye Nyitrai járásához tartozott.

## Népessége
| Év:            | 1994. | 2004.   | 2014.   | 2024.   |
| -------------- | ----- | ------- | ------- | ------- |
| Emberek száma: | 590   | 610     | 644     | 632     |
| Eltérés:       |       | +3,38 % | +5,57 % | -1,86 % |

| Év:            | 2023. | 2024.   |
| -------------- | ----- | ------- |
| Emberek száma: | 633   | 632     |
| Eltérés:       |       | -0,15 % |

1910-ben nem volt önálló község.
1970-ben 816 lakosából 814 szlovák volt.
1980-ban 707 lakosából 701 szlovák volt.
1991-ben 588 lakosából 582 szlovák és 2 magyar volt.
2001-ben 593 lakosából 585 szlovák és 1 magyar volt.
2011-ben 622 lakosából 582 szlovák, 2 cseh, 1-1 magyar, lengyel és orosz, illetve 35 ismeretlen nemzetiségű.
2021-ben 654 lakosából 2 (+1) magyar, 611 (+2) szlovák, 7 (+2) egyéb és 34 ismeretlen nemzetiségű volt.

## Nevezetességei
- Fürdőjének termálvize 1200 m-ről tör fel, 49°C-os.

## Külső hivatkozások
- Községinfó
- Travelatlas.sk
- E-obce.sk Archiválva 2007. április 2-i dátummal a Wayback Machine-ben